# Wilson Island (Capricorn Group)
Wilson Island är en ö i Australien. Den ligger i delstaten Queensland, omkring 480 kilometer norr om delstatshuvudstaden Brisbane. Den ligger på Wilson Island Reef i Capricorn Group.